# Okres Mława
Okres Mława (polsky Powiat mławski) je okres v polském Mazovském vojvodství. Rozlohu má 1182,3 km² a v roce 2020 zde žilo 72 269 obyvatel. Sídlem správy okresu je město Mława.

## Gminy
Městská:
- Mława

Vesnické:
- Dzierzgowo
- Lipowiec Kościelny
- Radzanów
- Strzegowo
- Stupsk
- Szreńsk
- Szydłowo
- Wieczfnia Kościelna
- Wiśniewo

## Město
- Mława

## Demografie
Počet obyvatel (informace z 30. června 2005):
|         | Celkem | Celkem | Ženy   | Ženy | Muži   | Muži |
|         | Osob   | %      | Osob   | %    | Osob   | %    |
| ------- | ------ | ------ | ------ | ---- | ------ | ---- |
| Celkem  | 73 438 | 100    | 37 300 | 50,8 | 36 138 | 49,2 |
| Město   | 29 615 | 100    | 15 459 | 52,2 | 14 156 | 47,8 |
| Vesnice | 43 823 | 100    | 21 841 | 49,8 | 21 982 | 50,2 |